# Джон Бехдольт
Джон Ернест Бехдольт (англ. John Ernest Bechdolt; 1884—1954) — американський письменник, прозаїк і журналіст. Він писав під ім'ям Джек Бекдольт, а також під своїм повним ім'ям. З 1909 по 1916 рік він працював у Seattle Post-Intelligencer, після чого переїхав до Нью-Йорка, де протягом року працював у Munsey Publications, а потім став фрілансером. Його перший роман «Смолоскип» був опублікований у журналі Argosy у 1920 році. Кілька його оповідань були екранізовані.
У 1910 році Бехдольт працював адвокатом у Seattle Post-Intelligencer. У той час він також малював; він був зазначений як член Сіетлського клубу карикатуристів у їхній книзі «Мультфільм» 1911 року; Довідник успішних чоловіків Сіетла. Він також підписав одну з ілюстрацій у книзі, карикатуру на художника.